# ورزشگاه رسالت
ورزشگاه رسالت(دیهیم) یک زمین چمن فوتبال در شرق تهران است. این ورزشگاه پیش از این دی هیم نام داشت و توسط پرویز خسروانی مالک باشگاه فوتبال تاج تهران ساخته شد. این ورزشگاه در سال ۱۳۹۵ بعد از یک دوره ده ساله بازسازی مورد بهره‌برداری مجدد قرار گرفت. چند سال بعد فرشاد پیوس این ورزشگاه را بعنوان ورزشگاه آکادمی خود انتخاب کرد که بعد از انحلال نصفه و نیمه این اکادمی آندرانیک تیموریان از سال ۱۴۰۰ این استادیوم را بعنوان ورزشگاه انتخاب کرد.

## پیشینه
این ورزشگاه در دهه ۱۳۴۰ و توسط پرویز خسروانی مالک وقت باشگاه تاج تهران ساخته شد و در دهه‌های ۱۳۴۰ و ۵۰ یکی از زمین‌های تمرین این تیم بود. علاوه بر تیم تاج، تیم فوتبال دیهیم، از تیم‌های زیر مجموعه تاج هم در این ورزشگاه تمرین می‌کرد و این ورزشگاه میزبان بازی‌های دیهیم نیز بود. این ورزشگاه در سال‌های بعد از انقلاب و در دهه ۱۳۶۰ هم‌چنان میزبان تمرین تیم استقلال (نام نوین تاج) بود اما بعدها بی‌استفاده ماند تا آن‌که در دهه ۱۳۸۰ بازسازی شد و در سال ۱۳۹۵ دوباره شروع به کار کرد. هزینه بازسازی این ورزشگاه ۲ میلیارد تومان بود.